# Adam Pavlásek
Adam Pavlásek (ur. 8 października 1994 w Bílovcu) – czeski tenisista, reprezentant w Pucharze Davsa.

## Kariera tenisowa
Jako junior został finalistą gry podwójnej chłopców podczas Australian Open 2012 (wspólnie z Filipem Vegerem) i French Open 2012 (wspólnie z Václavem Šafránkiem).
Zawodowym tenisistą jest od 2012 roku.
W grze pojedynczej wygrał cztery turnieje rangi ATP Challenger Tour.
Od roku 2015 reprezentuje Czechy w Pucharze Davisa.
W rankingu gry pojedynczej najwyżej był na 72. miejscu (9 stycznia 2017), a w klasyfikacji gry podwójnej na 54. pozycji (17 lipca 2023).

### Zwycięstwa w turniejach ATP Challenger Tour w grze pojedynczej
| Końcowy wynik | Nr | Data             | Turniej    | Nawierzchnia | Przeciwnik              | Wynik finału        |
| ------------- | -- | ---------------- | ---------- | ------------ | ----------------------- | ------------------- |
| Zwycięzca     | 1. | 20 czerwca 2015  | Poprad     | Ceglana      | Hans Podlipnik-Castillo | 6:2, 3:6, 6:3       |
| Zwycięzca     | 2. | 11 czerwca 2016  | Praga      | Ceglana      | Stéphane Robert         | 6:4, 3:6, 6:3       |
| Zwycięzca     | 3. | 18 września 2016 | Banja Luka | Ceglana      | Miljan Zekić            | 3:6, 6:1, 6:4       |
| Zwycięzca     | 4. | 12 maja 2018     | Rzym       | Ceglana      | Laslo Đere              | 7:6(1), 6:7(9), 6:4 |

### Finały juniorskich turniejów wielkoszlemowych

#### Gra podwójna (0–2)
| Końcowy wynik | Nr | Data | Turniej                    | Nawierzchnia | Partner         | Przeciwnicy                     | Wynik finału   |
| ------------- | -- | ---- | -------------------------- | ------------ | --------------- | ------------------------------- | -------------- |
| Finalista     | 1. | 2012 | Australian Open, Melbourne | Twarda       | Filip Veger     | Liam Broady Joshua Ward-Hibbert | 3:6, 2:6       |
| Finalista     | 2. | 2012 | French Open, Paryż         | Ceglana      | Václav Šafránek | Andrew Harris Nick Kyrgios      | 4:6, 6:2, 7–10 |